# 卢普河
卢普河（英語：Loup River）是普拉特河的一条支流，长约109公里，位于美国内布拉斯加州中部，灌溉了北美大平原东部人烟稀少的乡村农业地区。这条河的名字来自法语中的“狼”一词。